# Norra Brandtjärnen
Norra Brandtjärnen är en sjö i Årjängs kommun i Värmland och ingår i Göta älvs huvudavrinningsområde.